# Фува Сеі
Фува Сеі (яп. 不破 整) — японський футболіст, що грав на позиції воротаря.

## Клубна кар'єра
Грав за команду Waseda WMW.

## Виступи за збірну
Був учасником футбольного турніру на Олімпійських іграх 1936 року.